# Félix Ramananarivo
 Félix Ramananarivo MS, né le 19 mai 1934 à Belanitra à Madagascar et mort le 12 mai 2013 à Antsirabe, est un prélat catholique malgache.

## Biographie
Ramananarivo est membre de l'ordre des  Missionnaires de Notre-Dame de la Salette et  est ordonné prêtre  en 1965. En 1994 il est nommé  évêque d'Antsirabe.  Il prend sa retraite en 2009.

## Sources
- Profil sur Catholic hierarchy